# Даймондгед-Лейк (Айова)
Даймондгед-Лейк (англ. Diamondhead Lake) — переписна місцевість (CDP) в США, в окрузі Гатрі штату Айова. Населення — 371 особа (2020).

## Географія
Даймондгед-Лейк розташований за координатами 41°33′16″ пн. ш. 94°15′35″ зх. д. / 41.55444° пн. ш. 94.25972° зх. д. (41.554322, -94.259591).  За даними Бюро перепису населення США в 2010 році переписна місцевість мала площу 2,03 км², з яких 1,61 км² — суходіл та 0,41 км² — водойми.

## Демографія
Згідно з переписом 2010 року, у переписній місцевості мешкало 366 осіб у 154 домогосподарствах у складі 108 родин. Густота населення становила 181 особа/км².  Було 233 помешкання (115/км²).
Расовий склад населення:
| - 98,1 % — білих - 0,3 % — вихідців з тихоокеанських островів - 0,3 % — корінних американців - 1,4 % — осіб інших рас |

До двох чи більше рас належало 0,0 %. Частка іспаномовних становила 1,9 % від усіх жителів.
За віковим діапазоном населення розподілялося таким чином: 23,8 % — особи молодші 18 років, 63,9 % — особи у віці 18—64 років, 12,3 % — особи у віці 65 років та старші. Медіана віку мешканця становила 45,0 року. На 100 осіб жіночої статі у переписній місцевості припадало 105,6 чоловіків;  на 100 жінок у віці від 18 років та старших — 106,7 чоловіків також старших 18 років.
Середній дохід на одне домашнє господарство  становив 163 714 долари США (медіана — 88 750), а середній дохід на одну сім'ю — 223 457 доларів (медіана — 87 768). 
Цивільне працевлаштоване населення становило 171 осіб. Основні галузі зайнятості: фінанси, страхування та нерухомість — 33,3 %, освіта, охорона здоров'я та соціальна допомога — 29,8 %, будівництво — 11,7 %, науковці, спеціалісти, менеджери — 8,2 %.